# Zielona Górka
Zielona Górka (niem. Grünberg) – osiedle (jednostka pomocnicza gminy) stanowiące część oficjalnego podziału administracyjnego Olsztyna. Stanowi najmniejsze pod względem liczby ludności olsztyńskie osiedle, mimo iż pod względem wielkości powierzchni jest czwarte. Powstało w latach 30. XX wieku. Położone jest w północno-wschodniej części miasta. Zabudowa głównie domków jednorodzinnych. Na terenie osiedla znajduje się Jezioro Trackie.
Osiedlu Zielona Górka administracyjnie podlegają osiedla:
- Karolin – część wschodnia
- Track

## Granice osiedla
- od północy: granicę stanowi granica miasta Olsztyna.
- od wschodu: granicę stanowi granica miasta Olsztyna.
- od południa: granica przebiega w kierunku północno-zachodnim od granic miasta Olsztyna do brzegu jeziora Track, następnie brzegiem jeziora do torów kolejowych, dalej granica biegnie w kierunku zachodnim wzdłuż torów kolejowych, a następnie w kierunku północno-zachodnim i dociera do ul. M. Zientary-Malewskiej, graniczy z północną stroną osiedla Kętrzyńskiego.
- od zachodu: granica przebiega ulicą M. Zientary-Malewskiej w kierunku północno-wschodnim do nr porządkowego 49, tu załamuje się w kierunku północno-zachodnim i dociera do ogrodów działkowych, następnie granica przebiega w kierunku północnym wzdłuż ogrodów działkowych do granic Lasu Miejskiego, dalej granica biegnie w kierunku wschodnim granicą Lasu Miejskiego i ulicą M. Zientary-Malewskiej do ul. Trackiej, na tej wysokości załamuje się w kierunku północnym i biegnie po naturalnych granicach terenowych do granic miasta Olsztyna, graniczy ze wschodnią stroną osiedla Podleśna.

## Ważniejsze budynki
- Kościół pw. Św. Anny
- Dworek Oskara Beliana
- Zakład Gospodarki Odpadami Komunalnymi
- Gazeta Olsztyńska
- Indykpol S.A

## Komunikacja
- Komunikacja miejska

Na terenie osiedla znajdują się obecnie dwie pętle autobusowe (Track i Indykpol). Przez teren dzielnicy przebiegają trasy 3 linii dziennych: 116, 124 i 131.